# Sala Farnese (Bologna)
La Sala Farnese è situata al secondo piano di Palazzo d'Accursio. È stata costruita nel quarto decennio del Quattrocento in contemporanea alla Sala d'Ercole sottostante. È lunga 34,69 metri per una larghezza di 11,22 metri. Era un ampio vestibolo per accedere alla Cappella Farnese e all'appartamento del cardinal Legato le cui stanze oggi ospitano le Collezioni Comunali d'Arte.

## Storia e descrizione

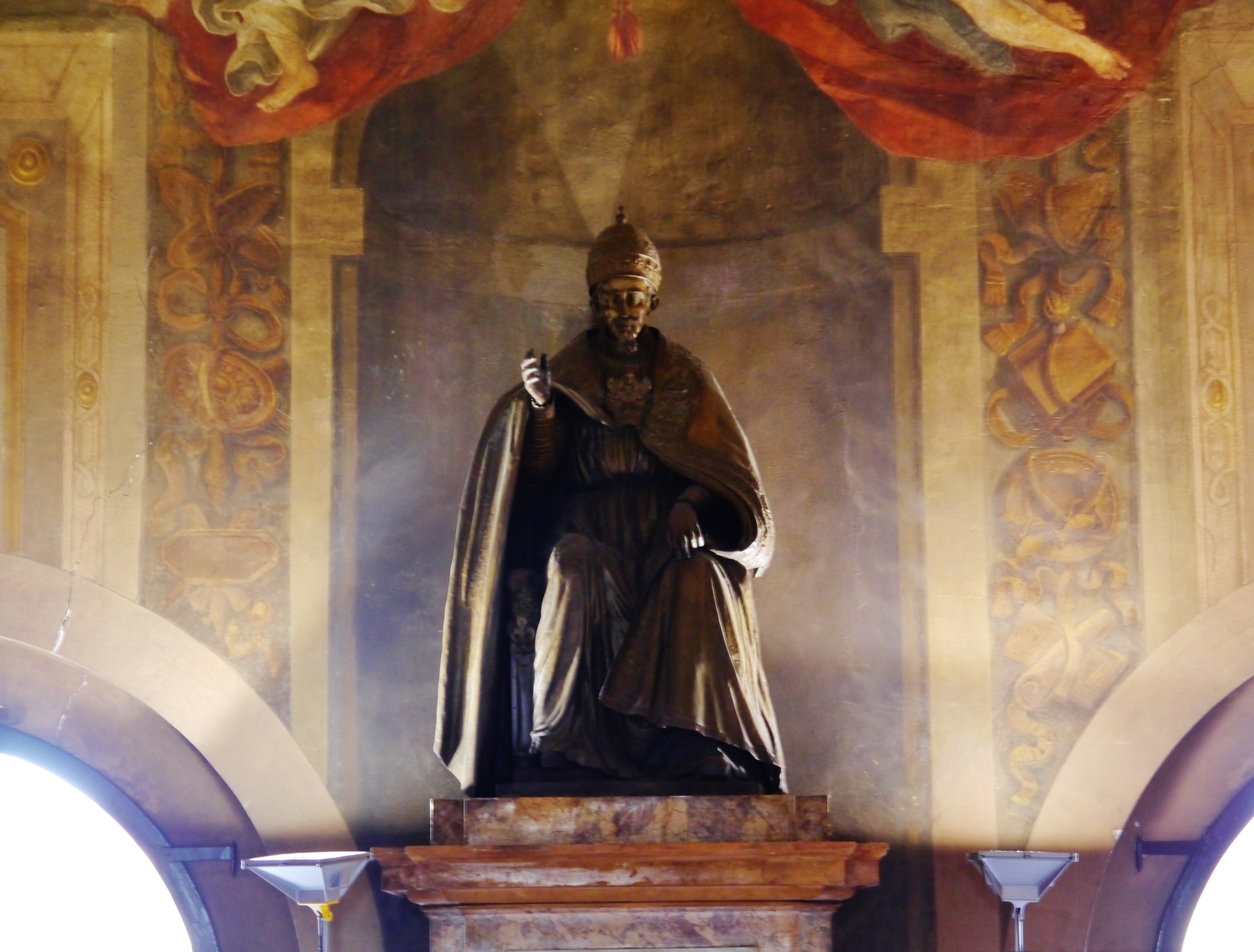
La statua di Papa Paolo III

In seguito all'incoronazione di Carlo V Re d'Italia il 22 febbraio 1530, avvenuta nell'attigua Cappella del Legato, oggi Cappella Farnese, venne chiamata Sala Regia. Il nome attuale deriva dalla statua di Papa Paolo III Farnese, un tempo collocata in fondo alla sala, andata distrutta nel 1796 con l'avvento delle truppe napoleoniche. La sala veniva usata in occasione delle assemblee del Palazzo, in occasione delle udienze per i papi in visita e dai Legati residenti. Il cardinale Girolamo Farnese Legato pontificio a Bologna fra il 1658 e il 1662, commissionò gli affreschi che oggi adornano la sala e nel 1661 ne promosse l'inaugurazione. 

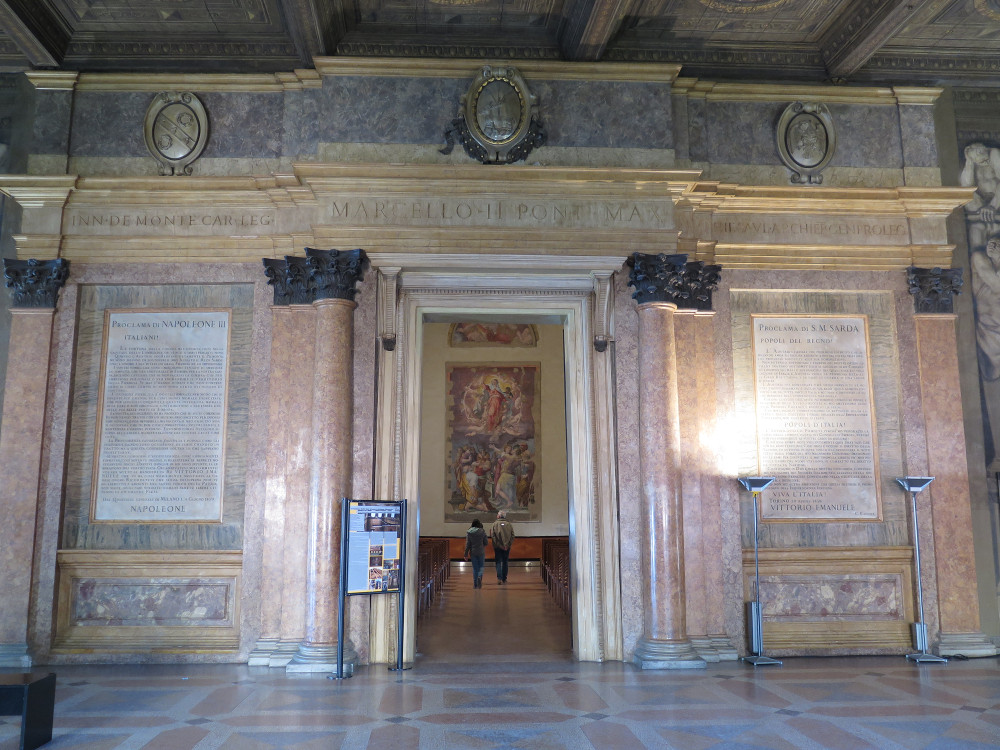
Ingresso monumentale alla Cappella Farnese

Al centro della parete di destra entrando, si apre l'entrata alla Cappella Farnese incorniciata in una facciata architettonica: "La funzione di questa facciata interna dell'architetto G. Alessi è straordinaria, e in un certo modo analoga a quella del Portale d'accesso sulla Piazza maggiore che saldava la congiunzione con due palazzi diversi. Infatti oltre che da facciata alla cappella stessa ... funge da connessione spaziale e visiva fra la loggia o Sala Regia e la cappella ... : il portale della Cappella funziona come una "facciata" di chiesa e la Sala Farnese come una "piazza coperta" antistante". In fondo alla sala è collocato il monumento ad Alessandro VII posto nel 1660 nell'attigua Sala degli Svizzeri e che durante i restauri del 1845 affidati a Napoleone Angiolini,  è stato spostato. Di particolare interesse in questa sala, sono gli affreschi che ne adornano le pareti. Carlo Cignani fu l'artista che coordinò il gruppo di pittori che dipinsero gli otto episodi salienti della storia bolognese raffigurati nei dipinti.

## Gli affreschi
Percorrendo la Sala da destra entrando e risalendo la parete sinistra dal fondo verso l'entrata
troviamo nell'ordine:
- San Petronio concede il privilegio teodosiano
- Francesco I risana i malati di scrofola
- L'ingresso di Paolo III in Bologna
- Il Cardinale Albornoz esamina i progetti per i lavori alla Chiusa di Casalecchio e al canale di Reno
- L'incoronazione di Carlo V a Bologna
- La restituzione della Sacra Benda di Maria Vergine
- La Vergine di San Luca fa cessare le piogge
- Urbano II benedice l'insegna della croce

### San Petronio concede il privilegio teodosiano
Affresco eseguito da Carlo Cignani ed Emilio Taruffi. 
L'affresco rappresenta San Petronio, vescovo e patrono di Bologna, che trasmette il privilegio di Teodosio II; in questo documento l'Imperatore istituiva l'insegnamento del Diritto romano nello Studio bolognese. Episodio che sarebbe avvenuto nei primi decenni del V secolo.
Il documento esiste ma, "In verità questo documento è un falso, questo episodio non è mai avvenuto: il privilegio è un falso dei secoli successivi ... lo Studio bolognese non è stato fondato da nessuno, ma è nato spontaneamente. Il falso privilegio teodosiano dava invece una legalità all'istituzione".
Le più recenti ricerche collocano in un preciso clima ideologico, quello degli anni 1225-1230, la creazione di questo falso: "In quel periodo, i gruppi dirigenti del comune e gli intellettuali bolognesi più vicini alle istituzioni politiche erano attivamente mobilitati contro la politica aggressiva dell’imperatore Federico II, e in particolare contro il suo decreto di soppressione dello Studio di Bologna, atto di ritorsione nei confronti di una città ostinatamente anti-imperiale e, nello stesso tempo, di promozione dell’Università di Napoli, che Federico aveva da poco fondato. In quel clima di guerra aperta fra Bologna e l’imperatore svevo, qualcuno, forse uno studente o un notaio di approssimativa formazione culturale, impegnato in un'esercitazione pratica di composizione, scelse un imperatore, tardo-antico sì, ma con il vantaggio irresistibile sui predecessori di essere contemporaneo di san Petronio, per attribuire alla sua superiore e insindacabile autorità la fondazione dell’Università di Bologna, mettendola così al sicuro, nell’ingenuo proposito del redattore, dagli atti ostili dell’imperatore regnante. Il documento, redatto in una veste retorica piuttosto ricercata, risultò tuttavia privo di ogni verosimiglianza, assai carente quanto al formulario imperiale, peraltro notissimo a qualunque operatore di cancelleria, e all’oscuro di tutte le principali costituzioni in materia scolastica".

### Francesco I risana i malati di scrofola

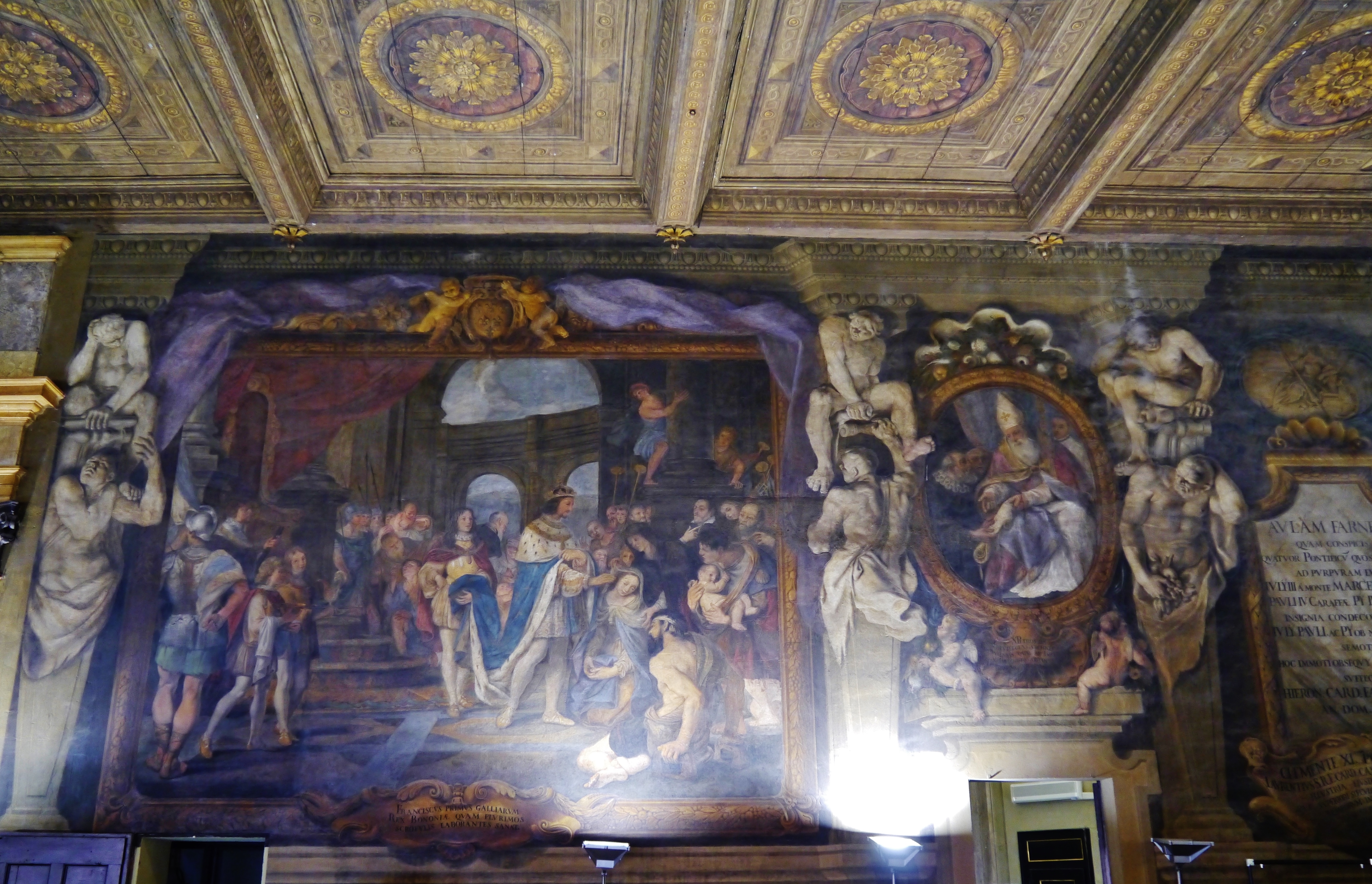
Francesco I risana i malati di scrofola

Affresco eseguito da Carlo Cignani ed Emilio Taruffi. Ambientato nel periodo delle vicissitudini della città di Bologna all'epoca sotto il dominio francese. Esso, infatti, raffigura la stravagante solenne cerimonia che i sovrani di Francia (imitati poi dai sovrani d'Inghilterra e d'Ungheria) usavano celebrare a corte, alla presenza delle più alte cariche ecclesiastiche e nobiliari, nel corso della quale essi pretendevano di esercitare le loro facoltà taumaturgiche imponendo le mani sul collo delle persone affette dal cosiddetto "mal del collo" (in francese "marcou") una forma di tubercolosi purulenta di cui nei lunghi secoli dell'alto e basso Medioevo venivano frequentemente colpite le persone di qualsiasi condizione sociale. 
L'affresco raffigura il re di Francia Francesco I, in visita a Bologna, il 15 dicembre 1515 (dove incontra il Papa Leone X), mentre tocca le scrofole di un gruppo di sudditi italiani. Il potere taumaturgico dei re d'Inghilterra e di Francia, passato alla storia come "tocco delle scrofole", proveniva da un'insistente propaganda dei cronisti laici ed ecclesiastici di corte i quali, per ingraziarsi i favori dei loro sovrani, sostenevano nei loro scritti, facendo uso della loro sapiente scienza, che i sovrani detentori del potere temporale avevano ricevuto sin dai primi tempi direttamente da Dio il potere di guarire quella malattia. La cosa sulle prime non era stata accolta con favore dalle autorità ecclesiastiche ma con l'andar del tempo, visto il graduale affermarsi del potere assoluto (siamo ormai ai tempi dell'imperatore Carlo V) anche la Chiesa aveva accondisceso ad avallare (con la presenza di alti prelati) le cerimonie che si svolgevano in tempi prestabiliti nelle corti di Francia e Inghilterra e nelle sedi periferiche dei territori conquistati. 
In Francia anche il re Luigi IX, poi S. Luigi, noto persecutore degli eretici albigesi, praticava il tocco dei malati ogni giorno, dopo la Messa, mentre il re Luigi XI solo una volta la settimana e in questo caso gli scrofolosi venivano raggruppati in modo da essere condotti davanti a lui settimanalmente. Uno studio accurato dell'usanza, perdurata sino a dopo la rivoluzione francese in Francia e sino ai tempi della regina Anna (1702-1715) in Inghilterra, è stato redatto dall'insigne storico lionese Marc Bloch, eroe della resistenza e fucilato dai nazisti nel 1944, che ne scrisse un dettagliatissimo saggio dal titolo Les rois thaumaturges.

### L'ingresso di Paolo III in Bologna
Affresco eseguito da Carlo Cignani ed Emilio Taruffi. L'affresco mostra il corteo dei cardinali e dei cavalieri che accompagnano papa Paolo III Farnese al Palazzo Pubblico – ritratto fedelmente nello sfondo – durante il suo soggiorno di tre mesi a Bologna nel 1543 prima di incontrare l'imperatore Carlo V a Busseto. Il 21 giugno 1543 l'imperatore Carlo V incontrò il papa Paolo III per una trattativa in merito alla carica di governatore dello Stato di Milano richiesta dal pontefice per il nipote, Ottavio Farnese. La lunga trattativa si risolse con un nulla di fatto: Carlo V poneva come condizione di annettervi anche Parma e Piacenza, sottratte nel 1513 al ducato di Milano da papa Giulio II, il progetto di Paolo III era invece di erigere le due città in un ducato indipendente, per insediarvi una nuova dinastia farnesiana col figlio Pierluigi come capostipite. 

### Il Cardinale Albornoz esamina i progetti per i lavori alla chiusa di Casalecchio e al canale di Reno
Affresco eseguito da Antonio Catalani e Girolamo Bonini. Antonio Catalani detto il Romano, allievo del pittore bolognese Francesco Albani, dipinse questo affresco insieme a Girolamo Bonini: ambedue, fermatisi ... in Bologna, vi dipinsero con molta grazia; e ne resta qualche storia a fresco nel palazzo del pubblico. Il dipinto rappresenta il Cardinale Albornoz, legato pontificio a Bologna dal 1360 al 1364, mentre esamina i progetti per la costruzione della nuova  chiusa a Casalecchio di Reno.
Il Cardinale fra il 1360 e il 1363 diede inizio ai lavori di costruzione della nuova chiusa (nella posizione in cui si trova quella attuale) e, contestualmente, fece anche rinforzare il corso del canale con delle possenti mura di contenimento che partendo dalla chiusa arrivavano fino quasi in località Canonica". La località Canonica fa parte della frazione Croce di Casalecchio ed è un'area che intorno al 1130 vide nascere la Canonica di Santa Maria di Reno, tenuta dai Canonici renani. Nel corso dei secoli, lungo il canale, vennero realizzati punti intermedi di regolazione del flusso delle acque che sono tuttora in uso e nel 1307 fu completato il primo mulino della Canonica.

### L'incoronazione di Carlo V a Bologna

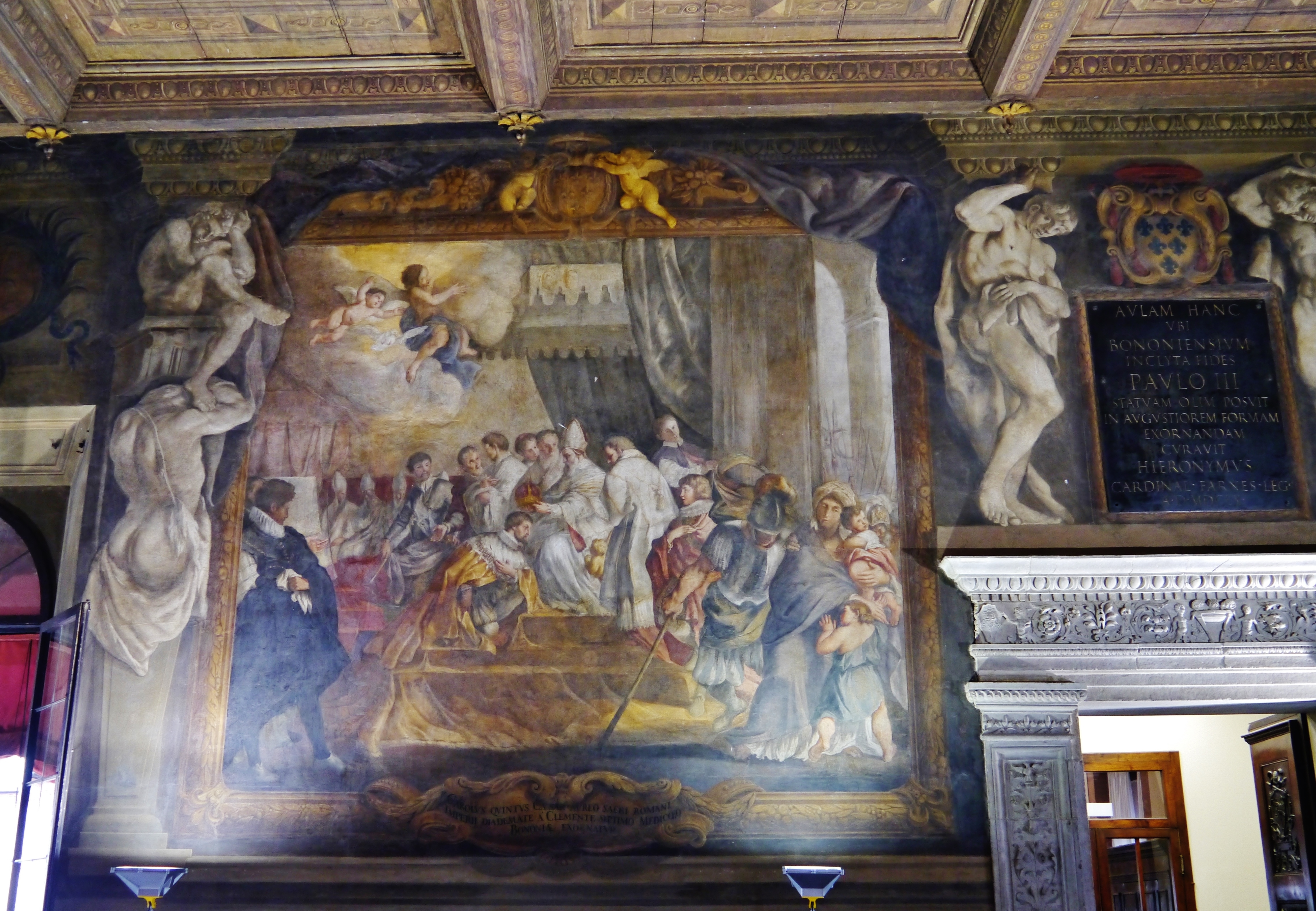
L'incoronazione di Carlo V a Bologna

Affresco eseguito da Luigi Scaramuccia. L'incoronazione di Carlo V "catapultò Bologna, la seconda capitale dello Stato, non toccata dal Sacco che aveva desolato Roma tre anni prima ... al centro dello scenario d'Europa". L'affresco raffigura Papa Clemente VII che incorona Carlo V imperatore in San Petronio il 24 febbraio del 1530.. Una prima cerimonia ebbe luogo nell'adiacente Cappella Farnese dove Carlo V ricevette la Corona ferrea dei re d'Italia, appositamente portata da Milano.

### La restituzione della Sacra Benda di Maria Vergine
Affresco eseguito da Lorenzo Pasinelli in cui si rievoca la storia del furto e del ritrovamento di una reliquia molto amata dai bolognesi: la Sacra Benda con cui la Maria Vergine si legava i capelli. Pervenuta dalla Terra santa tramite San Petronio e conservata nella Basilica di Santo Stefano, la Benda della Vergine era una delle reliquie più venerate a Bologna. Secondo la tradizione si tratta della striscia di tessuto che tratteneva i capelli della Madonna, rimasta intrisa del sangue e del sudore di Gesù Cristo sulla via del Calvario.
Nel 1613 venne rubata, dopo pochi giorni ritrovata e consegnata al legato Maffeo Barberini futuro Papa Urbano VIII . Dopo il ritrovamento fu posta in un reliquiario d’argento, commissionato dal Senato cittadino a Joannes Jacobs, argentiere fiammingo stabilitosi a Bologna.

### La Vergine di San Luca fa cessare le piogge

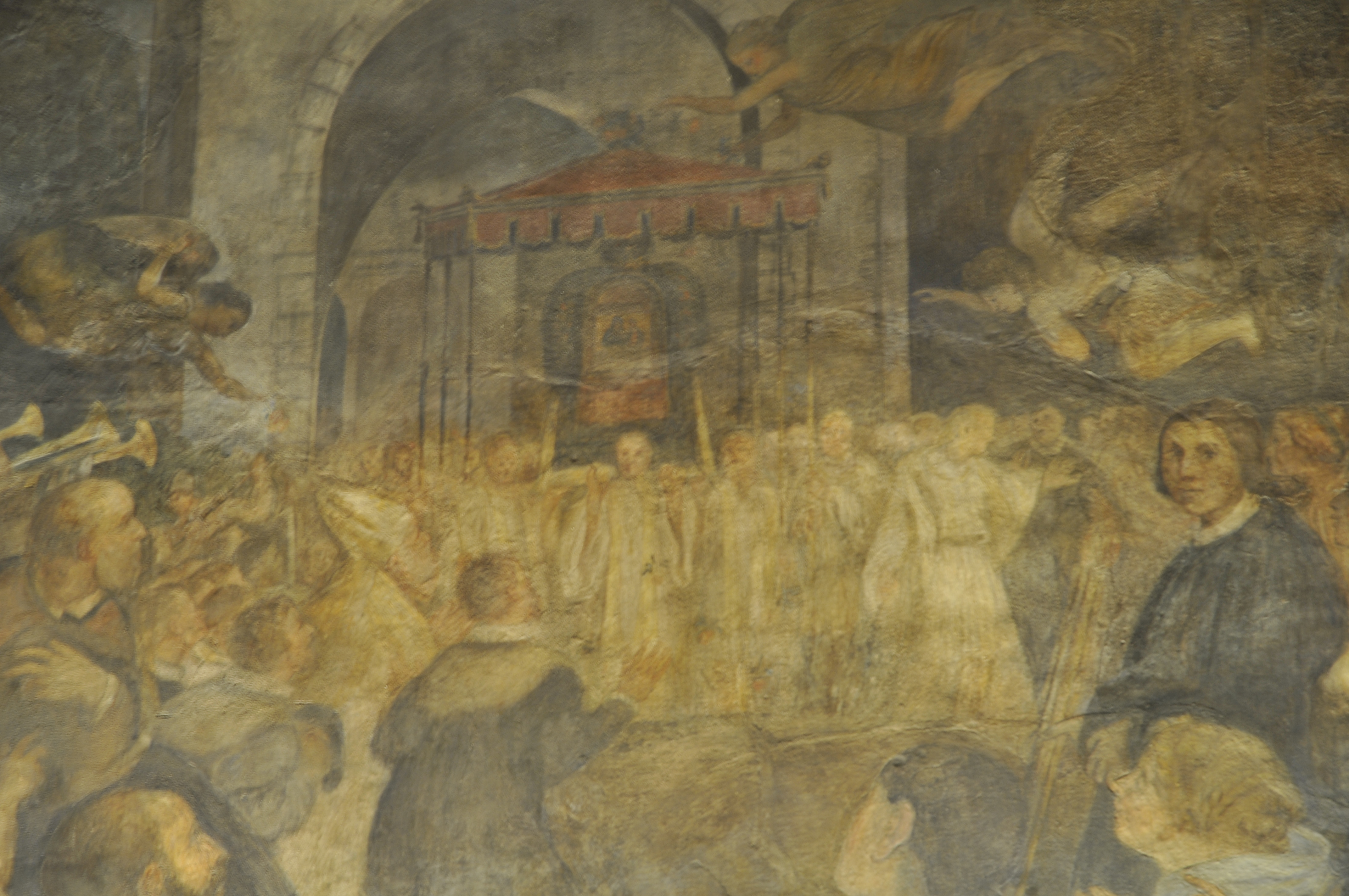
La Vergine di San Luca fa cessare le piogge, dettaglio

Affresco eseguito da Girolamo Bonini. L'affresco rievoca un'antica tradizione bolognese: la storia legata alle processioni della sacra icona di San Luca che è iniziata a partire dalla prima discesa avvenuta il 5 luglio 1433. L'idea di far scendere l'icona in processione, dal Santuario della Madonna di San Luca dove fu portata da Angelica Bonfantini nel 1191, e successivamente custodita dall'ordine femminile delle monache di San Mattia per secoli, fu del giureconsulto Graziolo Accarisi membro del consiglio degli anziani. Accarisi seguì l'esempio di un'altra Madonna che la tradizione vuole dipinta da San Luca, precisamente la Madonna dell'Impruneta in provincia di Firenze che già da tempo veniva portata in processione a Firenze, soprattutto in occasione di piogge o pericolo di inondazione dell'Arno. Sotto l'affresco in un cartiglio leggiamo: Sacra Deiparae imago a S. Luca depicta ab infectis imbribvs coelio inclementia Bononiam vindicat: La sacra immagine della madre di Dio dipinta da san Luca libera Bologna dalla piogge incessanti per le avverse condizioni del cielo.

### Urbano II benedice l'insegna della croce

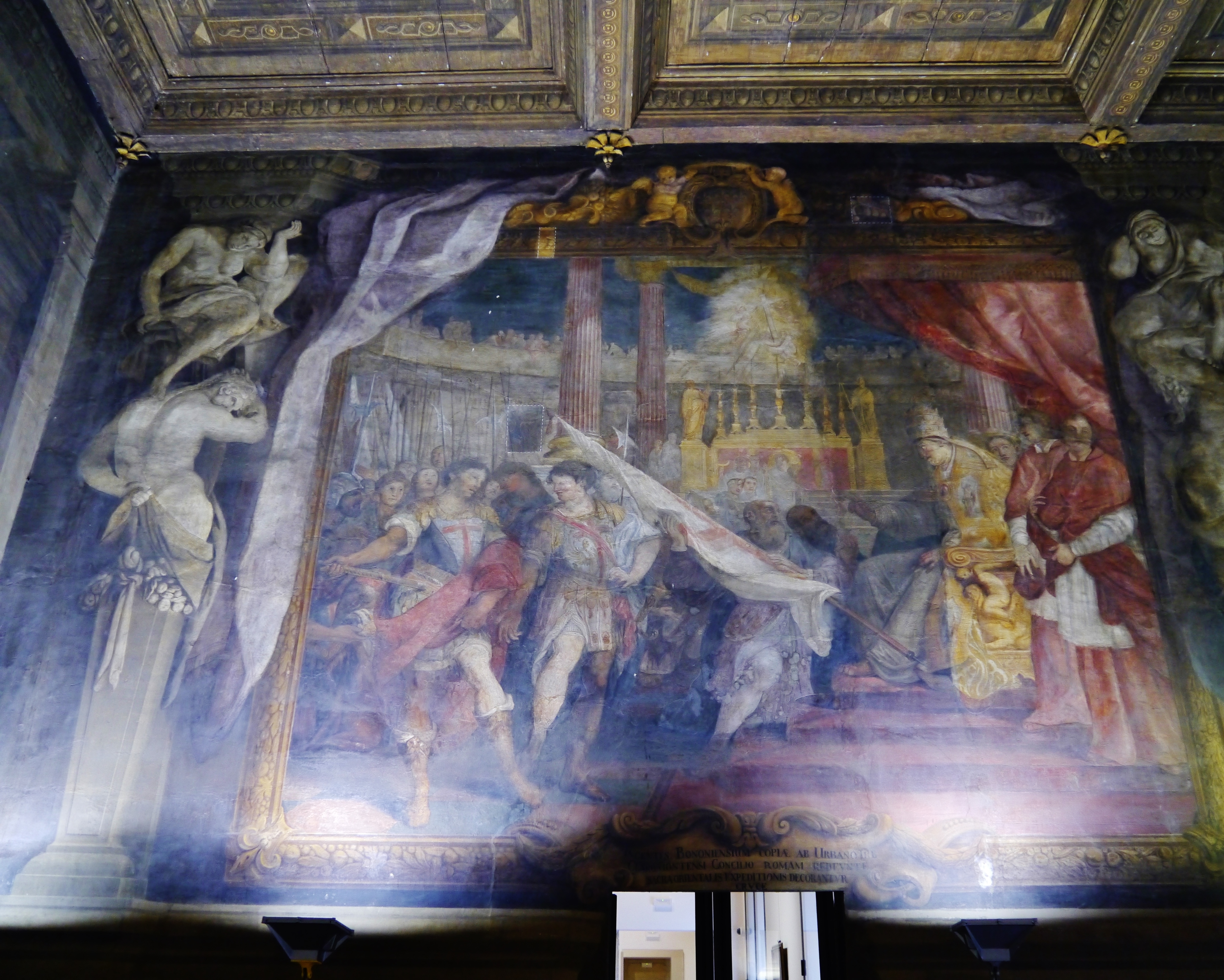
Urbano II benedice l'insegna della croce

Affresco eseguito da Giovanni Maria Bibbiena e Bartolomeo Morelli. I due pittori furono allievi, copisti e collaboratori di Francesco Albani. Papa Urbano II benedice le insegne in occasione della partenza per la prima crociata nel 1095.
Lo storico Ghirardacci nella sua Historia di Bologna sostiene che furono molti i bolognesi a partecipare alla crociata. L'origine dello stemma del Comune, che presenta due croci rosse in campo bianco su due dei quarti dello scudo, è stata fatta risalire al fatto che i primi crociati bolognesi si identificavano con una bandiera bianca con una croce rossa, simbolo che sarebbe stato inserito nell'insegna della città; è però improbabile che così sia successo, perché all'epoca della prima crociata Bologna non aveva ancora autonomia cittadina, essendo ancora un dominio feudale.